# Danilo Apostol
Danilo Apostol (ukrajinsko Данило Апостол, Danilo Apostol, rusko Данила Апостол, Danila Apostol, rumunsko Dănilă Apostol) je bil od leta 1727 do 1734 hetman Zaporoške vojske, * 1654, Veliki Soročinci, Mirgorodski polk, Kozaški hetmanat † 1734, Veliki Soročinci, Mirgorodski polk, Kozaški hetmanat.

## Biografija
Rojen je bil v kozaški družini moldavskega porekla. Bil je ugleden vojskovodja, polkovnik Mirgorodskega polka in udeleženec ruskih kampanj proti Osmanskemu cesarstvu in Krimskemu kanatu. V veliki severni vojni se je med 1701 in 1705 boril proti Švedom v Livoniji in poljsko-litovski Republiki obeh narodov. Leta 1708 se je na kratko pridružil hetmanu Ivanu Mazepi, ki se je skupaj s švedskim kraljem Karlom XII. vojskoval proti  Petru I. Ruskemu. Kasneje je   znova zamenjal strani in se boril na ruski strani in se odlikoval v bitki pri Poltavi. Leta 1722 je med rusko-perzijsko vojno vodil kozaške enote, ki so razširile rusko oblast v kaspijski regiji. Med osvajanjem perzijske trdnjave Derbent je izgubil oko in dobil vzdevek "slepi hetman". 
V letih 1723-1725 ga je carica Katarina I. kot kozaškega starešino (vrhovni poveljnik)  obtožila vpletenosti v domnevno zaroto hetmana Pavla Polubotoka. Leta 1727 je bil Apostol izvoljen za hetmana Levobrežne Ukrajine. Med njegovim vladanjem je  malo rusko in kozaško plemstvo povečalo svoje bogastvo. Hetmanat je bil po Apostolovi smrti vključeno v Rusko carstvo.

## Smrt
Umrl je leta 1734. Njegov naslednik ni bil izvoljen vse do leta 1750.

## Družina
Danilo Apostol je imel dva sinova in šest hčera.
Vnuk Joahim A. Gorlenko (1705–1754), sin njegove hčerke Marije, je postal pravoslavni duhovnik in bil kot  Joazaf Belgorodski leta 1911 razglašen za svetnika.